# كولن فاريل (مجدف)
كولن فاريل (بالإنجليزية: Colin Farrell)‏ هو مجدف أمريكي، ولد في 2 يونيو 1983 في ستراتفورد.

## وصلات خارجية
- كولن فاريل على موقع الاتحاد الدولي للتجديف (الإنجليزية)